# Butajiri-Silti
Le Butajiri-Silti est un champ volcanique situé dans la région des nations, nationalités et peuples du Sud en Éthiopie. Il est composé de cônes volcaniques basaltiques et de treize maars.

## Galerie

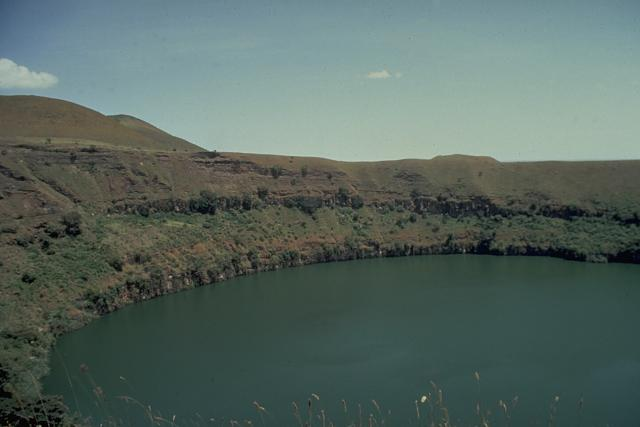
Vue d'un des maars du Butajiri-Silti.